# Magyarország az 1993-as fedett pályás atlétikai világbajnokságon
Magyarország a Torontóban megrendezett 1993-as fedett pályás atlétikai világbajnokság egyik részt vevő nemzete volt. Az ország a versenyen hat sportolóval képviseltette magát.

## Eredmények

### Férfi
| Versenyző    | Versenyszám | Selejtező | Selejtező | Döntő    | Döntő    |
| Versenyző    | Versenyszám | Eredmény  | Helyezés  | Eredmény | Helyezés |
| ------------ | ----------- | --------- | --------- | -------- | -------- |
| Ordina Tibor | Távolugrás  | 7,34 m    | 22.       | kiesett  | kiesett  |

| Versenyző       | Versenyszám | 60 m | 60 m | Távolugrás | Távolugrás | Súlylökés | Súlylökés | Magasugrás | Magasugrás | 60 m gát | 60 m gát | Rúdugrás | Rúdugrás | 1000 m  | 1000 m  | Végeredmény | Végeredmény |
| Versenyző       | Versenyszám | Idő  | Pont | Eredmény   | Pont       | Eredmény  | Pont      | Eredmény   | Pont       | Idő      | Pont     | Eredmény | Pont     | Idő     | Pont    | Pont        | Helyezés    |
| --------------- | ----------- | ---- | ---- | ---------- | ---------- | --------- | --------- | ---------- | ---------- | -------- | -------- | -------- | -------- | ------- | ------- | ----------- | ----------- |
| Munkácsi Sándor | Hétpróba    | 7,14 |      | 6,54 m     |            | 11,31 m   |           | Feladta    | Feladta    | Feladta  | Feladta  | Feladta  | Feladta  | Feladta | Feladta | Feladta     | Feladta     |
| Szabó Dezső     | Hétpróba    | 7,15 |      | 7,31 m     |            | 13,01 m   |           | 1,98 m     |            | 8,45     |          | 5,40 m   |          | 2:55,24 |         | 5790        | 5.          |

### Női
| Versenyző  | Versenyszám | Előfutam | Előfutam | Előfutam | Elődöntő | Elődöntő | Elődöntő | Döntő   | Döntő    |
| Versenyző  | Versenyszám | Idő      | Hely.    | Össz.    | Idő      | Hely.    | Össz.    | Idő     | Helyezés |
| ---------- | ----------- | -------- | -------- | -------- | -------- | -------- | -------- | ------- | -------- |
| Barati Éva | 60 m        | 7,63     | 8.       | 27.      | kiesett  | kiesett  | kiesett  | kiesett | kiesett  |
| Barati Éva | 200 m       | 24,59    | 5.       | 17.      | kiesett  | kiesett  | kiesett  | kiesett | kiesett  |

| Versenyző     | Versenyszám | Selejtező                | Selejtező                | Döntő    | Döntő    |
| Versenyző     | Versenyszám | Eredmény                 | Helyezés                 | Eredmény | Helyezés |
| ------------- | ----------- | ------------------------ | ------------------------ | -------- | -------- |
| Kovács Judit  | Magasugrás  | 1,86 m                   | 18.                      | kiesett  | kiesett  |
| Fekete Ildikó | Hármasugrás | Érvényes kísérlet nélkül | Érvényes kísérlet nélkül | kiesett  | kiesett  |